# Бахтибаєво
Бахтиба́єво (рос. Бахтыбаево, башк. Бахтыбай) — село у складі Бірського району Башкортостану, Росія. Адміністративний центр Бахтибаєвської сільської ради.
Населення — 887 осіб (2010; 855 у 2002).
Національний склад:
- марійці — 98 %